# Dirk Vanderherten
Dirk Vanderherten (Ukkel, 9 maart 1957) is een voormalige Belgische langeafstandsloper, die gespecialiseerd was in de marathon. Hij werd meervoudig Belgisch kampioen in deze discipline. Ook nam hij deel aan verschillende grote internationale wedstrijden, zoals de Olympische Spelen, maar won hierbij geen medailles.

## Loopbaan
In 1984 nam Vanderherten deel aan de marathon bij de Olympische Spelen van Los Angeles. In deze wedstrijd moest hij nog voor de finish uitstappen. Zijn sterkste periode beleefde hij eind jaren tachtig. Van 1986 tot 1988 werd hij elk jaar Belgisch kampioen op de klassieke afstand. Ook plaatste hij zich voor de Europese kampioenschappen in 1986 en de wereldkampioenschappen in 1987 en kwam bij beide gelegenheden als tiende over de finish.
Begin jaren negentig zette Vanderherten een punt achter zijn topsportcarrière. Hij bleef wel actief in de loopwereld. Eerst bij Adidas verantwoordelijk voor de marketing, atleten en events in de Benelux, later bij Runner's World. Zelf trekt hij ook nog geregeld de loopschoenen aan. "Ik voel niet meer de behoefte om een borstnummer op te spelden, maar ik ga nog wel een keer of drie per week joggen in het bos. Meestal doen we dat met een groepje vrienden. Achteraf is een frisse pint dan natuurlijk ook dubbel en dik verdiend."

## Belgische kampioenschappen
| Onderdeel | Jaar             |
| --------- | ---------------- |
| marathon  | 1986, 1987, 1988 |

## Persoonlijk record
| Onderdeel | Prestatie | Datum      | Plaats |
| --------- | --------- | ---------- | ------ |
| marathon  | 2:12.21   | 1 mei 1984 | Peer   |

## Palmares

### 10 Eng. mijl
- 1986:  10 Mijl van Antwerpen
- 1988: 8e 10 Mijl van Antwerpen - 48.01
- 1989:  Dam tot Damloop - 46.35

### 20 km
- 1983:  20 km van Brussel - 58.00
- 1986:  20 km van Brussel - 58.40
- 1986:  20 km van Maroilles - 1:03.39
- 1987:  20 km van Brussel - 57.50

### halve marathon
- 1986: 5e halve marathon van Egmond - 1:08.57
- 1992: 4e halve marathon van Egmond - 1:04.24

### marathon
- 1984:  BK in Peer - 2:12.21 (waarschijnlijk te kort parcours)
- 1984: DNF OS
- 1985:  marathon van Brussel - 2:18.36
- 1986:  BK in Lommel - 2:14.22
- 1986:  marathon van Brussel - 2:15.32
- 1986: 10e EK - 2:13.29
- 1987:  BK in Hoei - 2:18.16
- 1987: 7e Boston Marathon - 2:15.02
- 1987: 10e WK - 2:16.42
- 1988: 14e marathon van Tokio - 2:17.00
- 1988:  BK in Hoei - 2:13.33
- 1988: DNF OS
- 1989:  Westland Marathon - 2:13.15
- 1989:  marathon van Enschede - 2:14.40
- 1991:  Westland Marathon - 2:15.33